# Acrelândia
Acrelândia est une municipalité de l'État brésilien de l'Acre créée le 28 avril 1992 par la séparation d'une partie des municipalités de Plácido de Castro et de Senador Guiomard et située à 111 km de la capitale Rio Branco.
Sa population est formée principalement de familles d'agriculteurs qui ont migré d'autres régions du Brésil.
La municipalité fait frontière avec la Bolivie par le río Abuná, avec les municipalités de Placide de Castro et Senador Guiomar, et avec l'État d'Amazonas.
On y voit une économie de subsistance de coton et de café…
La municipalité, bien qu'ayant 1 % de la population de l'État, y contribue pour 10 % aux cas de malaria.